# El Silencio (Doctor Who)
El Silencio es una orden religiosa ficticia de la serie británica de ciencia ficción Doctor Who, representados principalmente por humanoides con apariencia y características alienígenas. El productor ejecutivo Steven Moffat creó el Silencio, con la intención de que fueran "más aterradores" que villanos anteriores de Doctor Who. Aunque la frase "El Silencio caerá" apareció recurrentemente a lo largo de la quinta temporada moderna de la serie, el Silencio no apareció en pantalla hasta la sexta temporada en El astronauta imposible, y su origen no se explicó por completo hasta el especial de 2013 El tiempo del Doctor.
Al crear el Silencio tal y como aparece en El astronauta imposible, Moffat se inspiró en el famoso cuadro expresionista El grito que Edvard Munch pintó en 1893, así como en los hombres de negro. El Silencio continuó la tendencia de Moffat de utilizar conceptos psicológicos sencillos para hacer a sus monstruos más terroríficos. En este caso del Silencio, su existencia es un secreto porque cualquiera que los ve los olvida inmediatamente después de apartar la mirada, pero conserva las sugestiones que ellos le hayan hecho. Esto les ha permitido mantener una influencia invasiva a lo largo de la historia de la humanidad al mismo tiempo que se hacía difícil localizarlos o resistirse a ellos.

## Creación
El productor Steven Moffat creó el Silencio, sugiriendo que su nivel de aterradores competiría con otros enemigos de episodios anteriores de Doctor Who. El actor Matt Smith, intérprete del Undécimo Doctor, llamó a estos alienígenas "los monstruos más terroríficos de la historia de la serie", y Karen Gillan, intérprete de la acompañante Amy Pond, comentó que el Silencio podrían "rivalizar de verdad con los ángeles llorosos en términos de horripilantes".
El Silencio que aparecen en El astronauta imposible aparecen como humanoides altos con cabezas bulbosas sin boca, huesudas, parcialmente inspiradas en el cuadro de Munch El grito. Sus ojos se hunden en sus cuencas y la piel en sus mejillas está prieta hasta el hueso. Sus manos largas y arrugadas recuerdan a manos humanas, salvo que en lugar del dedo corazón y anular hay un solo dedo como una aleta. Hablan con voces graves y guturales a pesar de que no tienen aparentemente bocas. Los miembros del Silencio suelen aparecer vestidos con trajes de negocios negros de textura extraña. Según Steven Moffat, su apariencia similar a El grito de Munch no es coincidencia: aunque los humanos no son conscientes de su existencia, son "inconscientemente conscientes" del Silencio, y lo manifiestan en trabajos como ese. También se inspiran parcialmente en leyendas urbanas como la de los «hombres de negro» que se hicieron populares entre los conspiracionistas de los ovnis durante los años cincuenta y sesenta, así como en los grises. Sus manos de cuatro dedos con un dedo mucho más largo que los otros se inspiró en el lemur aye-aye.
Los críticos han notado que, al crear el Silencio que aparecen en El astronauta imposible, Moffat volvió a usar "trucos" psicológicos. Al Silencio solo se les percibe cuando se les está mirando, y se les olvida inmediatamente tras apartar la mirada. Para mantener constancia de sus encuentros con el Silencio, los personajes de Doctor Who pintan cuentas en sus cuerpos o usan grabadores de audio insertados en sus manos para saber si han visto al Silencio. Estos miembros del Silencio también usan una descarga de energía de las manos para desintegrar a alguien, dejando solo cenizas. Cuando absorben energía para descargarla, aparece un agujero donde debería estar su boca. El Doctor pensó que hicieron que la humanidad fuera a la luna simplemente para crear un traje espacial para sus propósitos.

## Apariciones
La frase siniestra "El Silencio caerá" apareció recurrentemente y sin explicación a lo largo de la quinta temporada de Doctor Who, en 2010. Este hilo argumental se dejó en suspenso al final de la temporada en El Big Bang, donde la fuerza detrás de la destrucción de la TARDIS se mantuvo en la incógnita. El Silencio entonces se presentó como una especie en la historia dos partes de apertura de la sexta temporada. Más tarde en la misma temporada, se reveló que el Silencio era un movimiento religioso compuesto de varias especies. La religión tomó su nombre de una profecía que decía que cuando se formulara la pregunta más antigua del universo, el silencio caería. Como el Doctor está predestinado a responder esa pregunta, el Silencio tomó como meta convertir su muerte en un punto fijo en el tiempo para evitar esto.
La especie conocida como el Silencio se introduce formalmente en El astronauta imposible/El día de la Luna; un miembro del Silencio observa la muerte de un Doctor del futuro (Matt Smith) en Utah. Poco después, sin saber que sus acompañantes River Song (Alex Kingston), Amy Pond (Karen Gillan) y Rory Williams (Arthur Darvill) habían conocido a su yo del futuro y habían sido testigos de su muerte, el Doctor del presente de ellos les lleva a 1969, donde se enfrentan al Silencio mientras manipulaban al gobierno estadounidense. Al grabar a un Silente diciendo "deberíais matarnos a todos a primera vista" en una grabación en video que el Doctor emite durante la llegada del hombre a la Luna, condicionó a la población de toda la Tierra para que mataran a todos los miembros del Silencio, aunque no recordarían haberlo hecho. En el proceso, el Doctor conoció a una misteriosa niña con el mismo traje de astronauta que el asaltante que mató a su yo del futuro. Más tarde se reveló que esta niña es la hija de Amy y Rory, Melody Pond, que es al mismo tiempo una joven River Song. Fue secuestrada de bebé en Un hombre bueno va a la guerra por Madame Kovarian (France Barber) con el objetivo de convertirla en un arma contra el Doctor, ya que sus trazas genéticas de Señor del Tiempo la convertían en la candidata ideal para matar al Doctor. Matemos a Hitler establece que la aparente "orden religiosa" del Silencio y su Academia de la Pregunta le han lavado el cerebro para ese objetivo, aunque River se rebela contra su programación y salva la vida del Doctor. Tras tomarse su tiempo hasta que las condiciones fueran apropiadas, Kovarian y el Silencio secuestraron a River en Hora de cerrar y la obligaron a tomar su papel en la muerte del Doctor en Lago Silencio tal y como se vio en El astronauta imposible. En La boda de River Song, muchos miembros del Silencio aparecen en un universo paralelo surgido de la paradoja provocada porque River se negó a matar al Doctor. Los parches que Kovarian y otros miembros del Silencio llevan el ojo se revelan en ese episodio que son dispositivos que permiten a su usuario recordar a los alienígenas principales del Silencio. El Silencio revela, sin embargo, que tienen el poder de matar por control remoto a los usuarios de esos dispositivos, y así, traicionan a Kovarian, matándola. El Doctor también descubren por qué quieren matarle (para evitar un evento predestinado en el que se verá obligado a responder la pregunta más antigua del universo (que se revela que es el propio título de la serie, "Doctor Who?", "¿Doctor qué?", un terrible secreto que él conoce. Aunque la muerte del Doctor se creyó que era un punto fijo en el tiempo, se descubre que fingió su muerte, y River fue mandada a la cárcel por ello, para que el Silencio creyera que estaba muerto.
Los orígenes del Silencio se revelaron en El tiempo del Doctor (2013). Son sacerdotes modificados genéticamente que pertenecen a la Iglesia del Mainframe Papal. Los penitentes confesarían sus pecados ante ellos y olvidarían sus confesiones inmediatamente tras dárselas. Durante los cientos de siglos de sitio en el planeta Trenzalore, donde el Doctor se negó a dar su nombre, ya que eso provocaría el regreso de los Señores del Tiempo y la reanudación en todo el universo de la Guerra del Tiempo, la Iglesia cambió su nombre a Iglesia del Silencio, haciendo su misión principal el mantener el silencio continuado del Doctor. Durante este periodo, el "episodio Kovarian" de la iglesia dicen que fue una escisión no autorizada de la Iglesia que intentó destruir al Doctor antes de su llegada a Trenzalore, como se vio en la sexta temporada. Su primer intento fue la destrucción de la TARDIS en la quinta temporada. Irónicamente, esta acción fue la que provocó la aparición de las grietas en el universo que atrajo a la Iglesia a Trenzalore en primer término. Cuando el sitio terminó y la batalla llegó a Trenzalore, el resto de miembros del Silencio que quedaban (leales al Mainframe Papal) lucharon junto al Doctor para proteger a los habitantes del planeta de una invasión de Daleks.

## Recepción
Dan Martin de The Guardian respondió favorablemente ante el Silencio. Aunque los describió como "un truco psicológico estándar de Moffat", los alabó como "el más refinado hasta la fecha" y alabó la escena introductoria que era reminiscente del inquietante trabajo de dirección de David Lynch. Alan Sepinwall de HitFix escribió que aunque el truco central del Silencio parecía similar a otros anteriores, Moffat "sigue usando esos mismos trucos en formas tan inteligentes, y con tanto gusto técnico, que no me canso de casi ninguno de ellos todavía".
Keith Phipps de The A.V. Club escribió favorablemente del tratamiento de Moffat de la especie en El día de la Luna. En particular, la introducción del grabador de sonido en la mano como algo particularmente inteligente, ya que permitióa el desarrollo de la paranoia de Rory sobre los sentimientos de Amy hacia el Doctor, aunque Phipps reflejó que le confundió el montaje del Silencio con otras menciones de "silencio" en episodios anteriores.
Tras las preocupaciones que surgieron sobre que el Silencio había hecho Doctor Who demasiado aterrador para niños, Moffat respondió diciendo: "Empáticamente no creó que sea ese el caso", añadiendo, "a los niños les gusta asustarse en el tren de la bruja o en una montaña rusa".
Algunos críticos hicieron comparaciones favorables con unos monstruos de la serie estadounidense de fantasía Buffy la cazavampiros, "los Gentlemen" de su episodio alabado por la crítica Hush (1999). Mike Moody para AOL TV escribió del Silencio: "Son malditamente aterradores, y me recuerdan a los Gentlemen de Buffy. (Cualquier cosa que recuerde a Buffy suma puntos para mí.)". Un crítico de Television Without Pity describió al Silencio como monstruos que "tienen una apariencia esencialmente idéntica a los Gentlemen de Buffy".